# Jiří Matula
Jiří Matula (4. ledna 1909 Blansko – 7. května 1942 Koncentrační tábor Mauthausen) byl český zaměstnanec strojíren a zbrojovek a odbojář z období druhé světové války popravený nacisty.

## Život

### Civilní život
Jiří Matula se narodil 4. ledna 1909 v Blansku v rodině stavitele Mikuláše Matuly a Anny rozené Škývarové. Mezi lety 1915 a 1920 vychodil v Blansku obecnou školu a poté přešel na školu měšťanskou, jejíž poslední ročník absolvoval už v brněnských Židenicích. Mezi lety 1924 a 1929 vystudoval strojnický obor na vyšší průmyslové škole v Brně. Poté až do konce ledna 1935 pracoval v Českomoravských strojírnách v Blansku. Mezi říjnem 1929 a březnem 1931 absolvoval vojenskou prezenční službu u dělostřeleckého pluku 6 v Brně. V únoru 1935 začal pracovat ve zbrojovkách, nejprve v Bratislavě a poté v Povážské Bystrici. Vyvrcholením jeho kariéry byl post přednosty oddělení pro přípravu výroby střeliva ve zbrojovce ve Vsetíně, na který nastoupil 1. března 1938.

### Protinacistický odboj
Po německé okupaci v roce 1939 se Jiří Matula zapojil do odbojové organizace Obrana národa. Skupina ustavená na Ostravsku a Valašsku kromě budování struktur pro případné povstání prováděla zpravodajskou činnost, pomáhala s převáděním osob na Slovensko a podporovala příslušníky sovětských výsadků. Jiří Matula se stal obětí rozsáhlé vlny zatýkání gestapem během října 1941. Sám byl zatčen 28. října 1941 ve svém zaměstnání. Vězněn byl nejprve ve věznici krajského soudu v Moravské Ostravě, od 17. ledna 1942 v brněnských Kounicových kolejích. Dne 20. ledna 1942 byl stanným soudem odsouzen k trestu smrti, dne 3. února 1942 pak převezen do koncentračního tábora Mauthausen. Popraven byl 7. května 1942 tamtéž. Na úmrtním listu, který obdržela jeho manželka Margit nebyl důvod úmrtí uveden.